# Kriza Ákos
Kriza Ákos (Nagyvárad, 1965. február 10. – Miskolc, 2021. január 18.) magyar orvos-közgazdász, egészségügyi menedzser, 2010–2019 között Miskolc polgármestere.

## Családja
Nagyváradról származott, ősei bányászok voltak, akiket a 15–16. században Torockó környékére telepítettek be. A legnevezetesebb közülük a 19. században élt Kriza János unitárius püspök, néprajzkutató, költő, műfordító volt. Kriza felesége László Zsuzsa pszichiáter, két gyermekük született, Anna és Áron. Szívesen sportolt, fiatal korában országos tőrvívó bajnok volt, később dzsúdózott.

## Életpályája
1983-ban matematika-fizika szakos gimnáziumi érettségit tett, majd felsőfokú tanulmányait a Marosvásárhelyi Orvostudományi Egyetemen és a Nyugat-magyarországi Egyetem Közgazdaságtudományi Karán végezte. 1990-ben, az orvostudományi egyetem elvégzése után költözött Miskolcra, ahol általános orvosi diplomát szerzett. 1994-ben fül-orr-gégészeti szakvizsgát tett és 1995-ig a Diósgyőri Kórház fül-orr-gégészeti osztályán dolgozott klinikai orvosként. Pályafutását később családorvosként folytatta, először a „Békeszálló” melletti Kiss Ernő utcában, majd közel 10 éven át a Martinkertvárosban. 1999-ben megpályázta és megnyerte a Vasútegészségügyi Kht. Miskolci Egészségügyi Központ orvos-igazgatói tisztségét. 1999. november 1-jén állt munkába és polgármesterré választásáig ebben a pozícióban tevékenykedett. 2004–05-ben központi felügyeletet gyakorló orvos-igazgató volt a Vasútegészségügyi Kht. Budapest alkalmazásában.

## Politikai tevékenysége
A politika iránti érdeklődése 1990-ben kezdődött, hivatalosan 1997-ben csatlakozott a Fideszhez. Első politikai megbízatása a megyei választmány tevékenységében való részvétel volt. 2002-ben a megyei közgyűlés tagja lett, majd 2002–2006 között az egészségügyi bizottság elnöki tisztét látta el. A polgármesteri címért először 2006-ban indult az önkormányzati választáson, majd 2010-ben a miskolciak bizalmát elnyerve a város vezetője lett. 2019. augusztus 9-én bejelentette, hogy egészségügyi okokból nem indul újra a 2019-es önkormányzati választáson. A polgármesteri székben utódja a függetlenként induló Veres Pál lett.

## Halála
Hosszan tartó betegség után hunyt el 2021. január 19-én, amely miatt élete utolsó évében már politikai szerepvállalásáról is lemondott (ezért vonult vissza a 2019-es önkormányzati választás előtt); a belvárosi evangélikus templomban búcsúztatták többek között Orbán Viktor részvételével.

## Társadalmi szerepvállalása
- 2002 – a B.-A.-Z. Megyei Közgyűlés Egészségügyi bizottságának elnöke
- 1998 és 2000 között a miskolci Praktizáló Orvosok Szövetségének elnökségi tagja
- Magyar Judo Szövetség, Iskolai sportbizottság elnöke[11]

## Díjak
- A Magyar Érdemrend tisztikeresztje (2019)